# Philometra eumelusalis
Philometra eumelusalis là một loài bướm đêm trong họ Noctuidae.